# Pyrazophos
Pyrazophos ist eine chemische Verbindung aus der Gruppe der Thiophosphorsäureester und Pyrazolpyrimidine, welche eine insektizide und fungizide Wirkung besitzt und 1971 von Hoechst (jetzt Bayer CropScience) eingeführt wurde.

## Verwendung
Pyrazophos wird als systemisches Fungizid im Obst-, Wein- und Gemüseanbau gegen Echten Mehltau verwendet. In einem geringen Maße wird es auch im Getreideanbau eingesetzt.

## Verbreitung
Pyrazophos ist unter den Markennamen Afugan und Curamil im Handel. Außerdem war es in Kombination mit Propiconazol unter dem Markennamen Desgan und mit Flusilazol als Furesan erhältlich.

## Zulassung
In der EU wurde im Jahr 2000 durch die Kommission die Zulassung aufgehoben.
Auch in der Schweiz sind keine Pflanzenschutzmittel mit diesem Wirkstoff zugelassen.